# El Hadaik (distrito)
El Hadaik é um distrito localizado na província de Skikda, Argélia. Sua capital é a cidade de mesmo nome. A população total do distrito era de 23 605 habitantes, em 1998.[carece de fontes?]

## Comunas
O distrito está dividido em três comunas:
- El Hadaik
- Aïn Zouit
- Bouchtata